# Убийците на старата дама (филм, 1955)
„Убийците на старата дама“ (на английски: The Ladykillers) е британски филм от 1955 година, криминална комедия на режисьора Аликзандър Маккендрик по сценарий на Уилям Роуз.
В центъра на сюжета са група престъпници, които наемат от възрастна жена стая в къщата ѝ, под предлог, че ще репетират там камерна музика, а в действителност като прикритие за сложно планиран обир. Главните роли се изпълняват от Кати Джонсън, Алек Гинес, Дани Грийн, Херберт Лом.
„Убийците на старата дама“ получава наградите на БАФТА за сценарий и главна женска роля и е номиниран за „Оскар“ за оригинален сценарий.